# Afrolimnophila piceipes
Afrolimnophila piceipes är en tvåvingeart som först beskrevs av Alexander 1968.  Afrolimnophila piceipes ingår i släktet Afrolimnophila och familjen småharkrankar. Inga underarter finns listade i Catalogue of Life.